# Stanley Turrentine

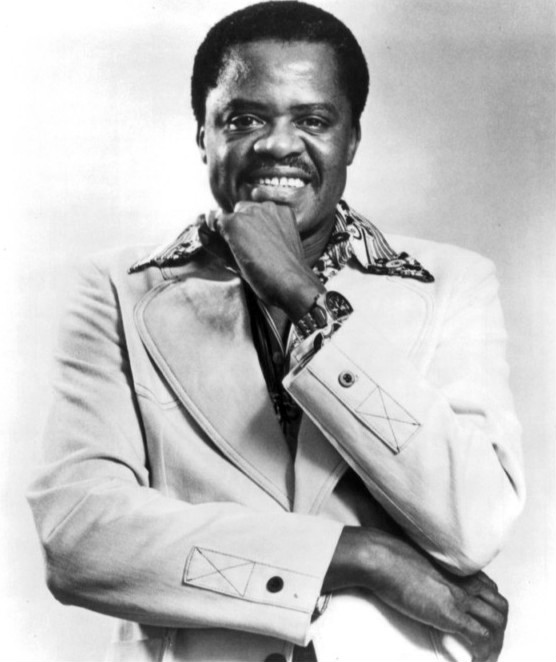
Stanley Turrentine 1976

Stanley William Turrentine [ˈtʌɹəntiːn] (* 5. April 1934 in Pittsburgh; † 12. September 2000 in New York) war ein US-amerikanischer Jazzsaxophonist.

## Werdegang
Stanley Turrentine begann mit dreizehn Jahren Tenorsaxophon zu spielen und wurde 1951 Berufsmusiker. Er begann seine Karriere in Blues- und Rhythm-and-Blues-Bands und wurde von Illinois Jacquet bedeutend beeinflusst. In den 1950er-Jahren spielte er in Bands von Lowell Fulson, Earl Bostic, Tadd Dameron und Max Roach. 1956 bis 1958 war er zur US Army eingezogen. 1959/60 arbeitete Turrentine bei Max Roach. Zu dieser Zeit spielte er in der Tradition von Ben Webster, aber auch Sonny Rollins beeinflusste ihn. Sein Stil ist gekennzeichnet von einer ausgeprägten Melodiösität und einer sehr geschmeidigen Phrasierung auf dem Saxophon.
Seit er 1960 die Organistin Shirley Scott heiratete, spielte er regelmäßig mit ihr. In den 1960er-Jahren nahm er zahlreiche Schallplatten im Stile des Soul Jazz für das Label Blue Note auf, darunter viele Aufnahmen mit dem Organisten Jimmy Smith. In den 1970er-Jahren erweiterte er, dem Zeitgeschmack folgend, sein stilistisches Spektrum und nahm für das Label CTI einige von der Kritik gelobte und für einen Jazzmusiker kommerziell ungewöhnlich erfolgreiche Fusion-Alben auf, unter anderem auch mit Eumir Deodato. In den 1980er- und 1990er-Jahren wandte er sich wieder traditionelleren Spielweisen zu.
Er starb 2000 an einem Schlaganfall und wurde in Pittsburgh begraben.

## Familie
Stanleys Bruder war der Trompeter Tommy Turrentine.

## Diskografie (Auswahl)
- 1960: Stan "The Man" Turrentine – Bainbridge
- 1960: Common Touch (Blue Note)
- 1960: Look Out (Blue Note)
- 1960: Blue Hour (Blue Note)
- 1961: Up at Minton’s  (Blue Note)
- 1961: Comin´ Your Way (Blue Note)
- 1961: Z. T.’s Blues (Blue Note)
- 1962: That’s Where It’s At (Blue Note)
- 1962: Jubilee Shout (Blue Note)
- 1963: Never Let Me Go (Blue Note)
- 1963: The Man (Time)
- 1964: Hustlin’ (Blue Note)
- 1964: Stanley Turrentine (Blue Note)
- 1964: In Memory Of (Blue Note)
- 1964: Mr. Natural (Blue Note)
- 1964: Let It Go (Impulse!)
- 1965: Joyride (Blue Note)
- 1965: Tiger Tail (Mainstream)
- 1966: Easy Walker (Blue Note)
- 1966: Let It Go (Impulse!)
- 1966: Rough ’n’ Trouble (Blue Note)
- 1966: The Spoiler (Blue Note)
- 1967: New Time Shuffle (Blue Note)
- 1968: Ain’t No Way (Blue Note)
- 1968: Common Touch (Blue Note)
- 1968: Look of Love (Blue Note)
- 1968: Always Something There (Blue Note)
- 1969: Ain’t No Way (Blue Note)
- 1984: Straight Ahead, Ballads (Blue Note, Kompilation 1961–84)
- 1984: The Best of Stanley Turrentine – The Blue Note Years (Kompilation, 1960–1984)
- 1986: Wonderland (Blue Note)
- 1970: Sugar (CTI)
- 1971: Salt Song (CTI)
- 1971: Sugar (CTI, mit Ron Carter, George Benson, Butch Cornell und Freddie Hubbard)
- 1971: The Sugar Man (CTI)
- 1971: Salt Song (CTI)
- 1972: Cherry (Columbia, mit Milt Jackson)
- 1973: Don’t Mess with Mister T. (CTI)
- 1973: Freddie Hubbard/Stanley Turrentine in Concert Volume One (CTI)
- 1973: In Concert Volume Two (CTI)
- 1974: Pieces of Dreams (OJC)
- 1975: In the Pocket (Fantasy)
- 1975: Have You Ever Seen the Rain? (Fantasy)
- 1976: Everybody Come on Out (Fantasy)
- 1976: Man with the Sad Face (Fantasy)
- 1977: Nightwings (Fantasy)
- 1977: West Side Highway (Fantasy)
- 1977: Love’s Finally Found Me Classic World
- 1978: What About You! (Fantasy)
- 1979: Soothsayer (Elektra)
- 1979: Betcha (Elektra)
- 1980: Inflation (Elektra)
- 1980: Use the Stairs (Fantasy)
- 1981: Tender Togetherness (Elektra)
- 1983: Home Again (Elektra)
- 1984: Straight Ahead (Blue Note)
- 1986: Wonderland (Blue Note, mit Stevie Wonder)
- 1987: The Baddest Turrentine (CTI)
- 1989: La Place (Blue Note)
- 1990: Introducing the 3 Sounds (Blue Note)
- 1992: More Than a Mood (Musicmasters)
- 1993: If I Could (Musicmasters)
- 1995: Three of a Kind Meet Mr. T (minor music)
- 1995: Live at Minton’s (Blue Note)
- 1995: T Time (Musicmasters)
- 1995: Time (Musicmasters)
- 1999: Do You Have Any Sugar? (Concord)
- 2002: Deuces Wild (Prestige)
- 2003: Look Out (Toshiba-EMI)
- 2008: The Return of the Prodigal Son (Blue Note; 1967)

## Sammlung
- The Blue Note Stanley Turrentine Quintet/Sextet Studio Sessions (1961–69) – (Mosaic, 2002) – 5 CDs mit Tommy Turrentine, Horace Parlan, George Tucker, Al Harewood, Sonny Clark, Butch Warren, Blue Mitchell, Shirley Scott, Earl May, Curtis Fuller, Herbie Hancock, Bob Cranshaw, Otis Candy Finch dm, Mickey Roker, Lee Morgan, McCoy Tyner, Elvin Jones, Ray Barretto, Thad Jones, Cedar Walton, Buster Williams

### Nachrufe
- Stanley Turrentine; Jazz Saxophonist Had Long Career in der Los Angeles Times
- Nachruf in The Guardian

### Musikbeispiele
- Stanley Turrentine & Shirley Scott: Trouble #02 auf YouTube
- Stanley Turrentine: The Magilla auf YouTube
- Stanley Turrentine: Sunny auf YouTube
- Stanley Turrentine: Ain’t No Mountain High Enough auf YouTube